# Tudor Casapu
Tudor Casapu (moldaviska kyrilliska: Тудор Касапу; ryska: Фёдор Миха́йлович Каса́пу, Fjodor Michajlovitj Kasapu), född 18 september 1963 i Mindzjir(ro), (ru), (uk), Moldaviska SSR, Sovjetunionen (nuvarande Mingir, Moldavien), är en moldavisk tyngdlyftare.
Han tog OS-guld i samband med de olympiska tyngdlyftningstävlingarna 1992 i Barcelona.

## Fotnoter
1. ↑  På rumänska och moldaviska: Tudor Casapu (används i Moldavien).
2. ↑  På moldaviska kyrilliska: Тудор Касапу (används i Transnistrien (de facto)).
3. ↑  På ryska: Фёдор Миха́йлович Каса́пу, Fjodor Michajlovitj Kasapu, på engelska: Fedor Kassapu, egentligen Fyodor Mikhaylovich Kasapu (används i Moldavien (inter-etniska) och Transnistrien (de facto)).
4. ↑  På ukrainska: Фе́дір Миха́йлович Каса́пу, Fedir Mychajlovytj Kasapu, på engelska: Fedir Mykhaylovych Kasapu (används i Transnistrien (de facto)).
5. ↑  Tudorovici och Fiodorovici (moldaviska kyrilliska: Тудорович och Фьодорович; ryska: Фёдорович, Fjodorovitj; ukrainska: Фе́дорович, Fedorovytj), den kvinnliga Tudorovna och Fiodorovna (Тудоровна och Фьодоровна; Фёдоровна, Fjodorovna; Фе́дорівна, Fedorivna), är en moldavisk patronymikon, vars far förnamn var Tudor och Fiodor* (moldaviska kyrilliska: Тудор och Фьодор; ryska: Фёдор, Fjodor; ukrainska: Фе́дір, Fedir).
6. ↑  Mihailovici (moldaviska kyrilliska: Михайлович; ryska: Миха́йлович, Michajlovitj; ukrainska: Миха́йлович, Mychajlovytj), den kvinnliga Mihailovna (Михайловна; Миха́йловна, Michajlovna; Миха́йлівна, Mychajlivna), är en moldavisk patronymikon, vars far förnamn var Mihai och Mihail (moldaviska kyrilliska: Михай och Михаил; ryska: Михаи́л, Michail; ukrainska: Миха́йло, Mychajlo).
7. ↑  Casapu, är en rumänsk efternamn, vars rumänskt ursprung. Det kommer från på rumänska: "casap", på engelska: "the butcher" och på franska: le boucher som betyder är "slaktaren".